# کاخ بو-ریواژ

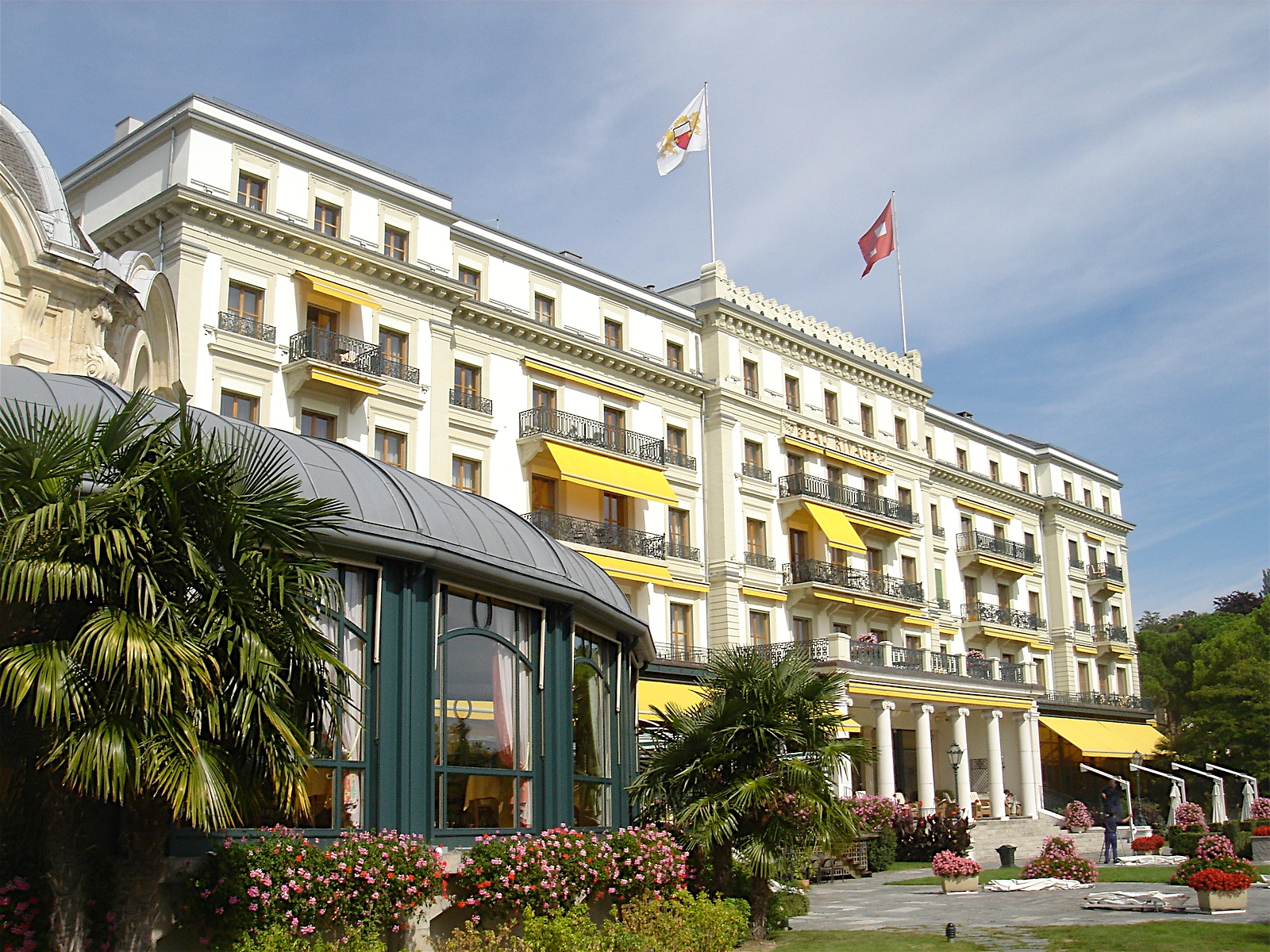
کاخ بو-ریواژ

کاخ بو-ریواژ (به فرانسوی: Beau-Rivage Palace) یک هتل لوکس و تاریخی در لوزان سوئیس است. این هتل در ساحل دریاچهٔ لمان قرار دارد. هتل در سال ۱۸۶۱ آغاز به کار کرد. ساخت آن در سال ۱۹۰۸ به پایان رسید. معماری‌اش به سبک معماری تزیینی و نئو باروک است.
در سال ۱۹۲۳، پیمان لوزان در این هتل به امضا رسید.

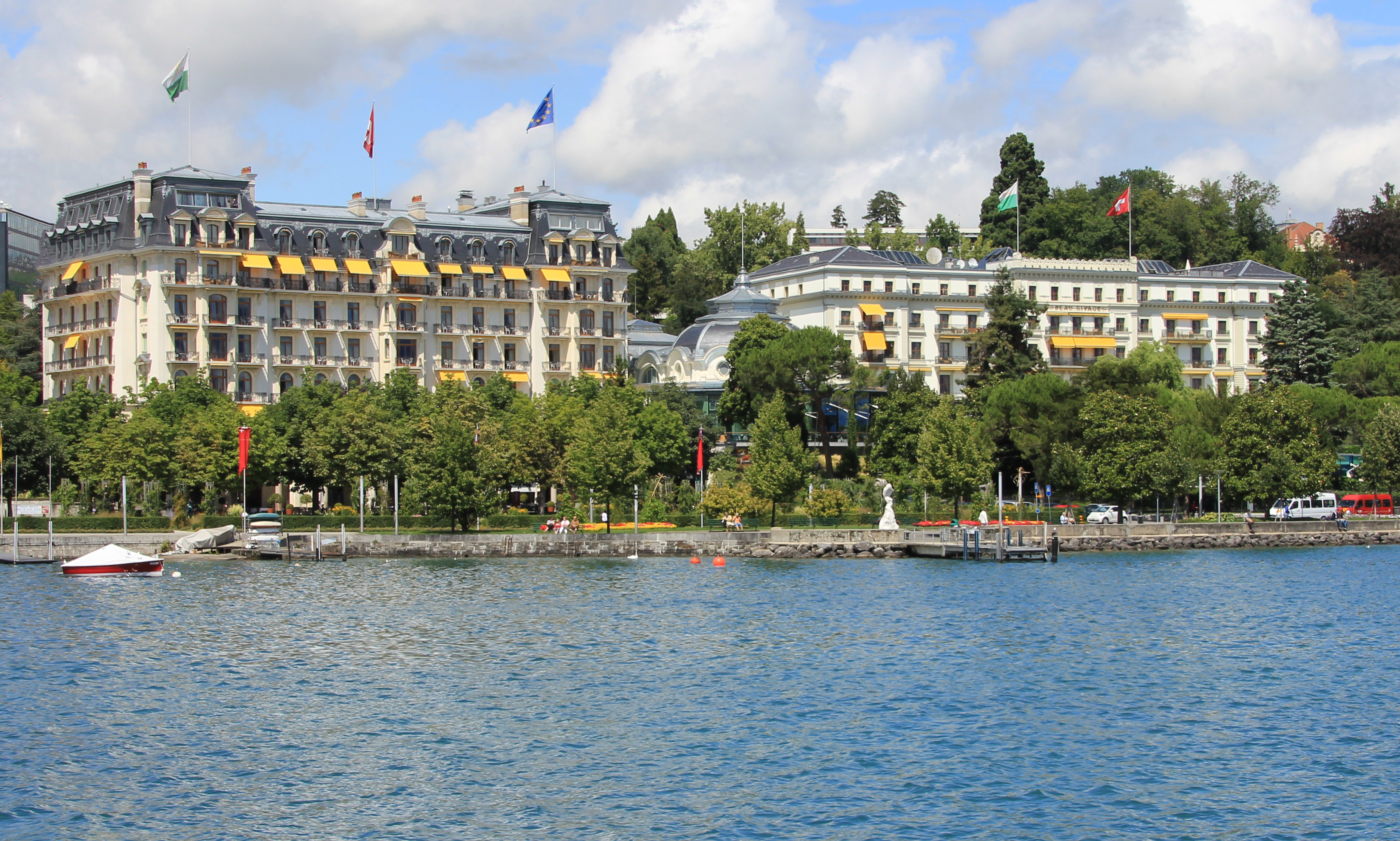

## نگارخانه

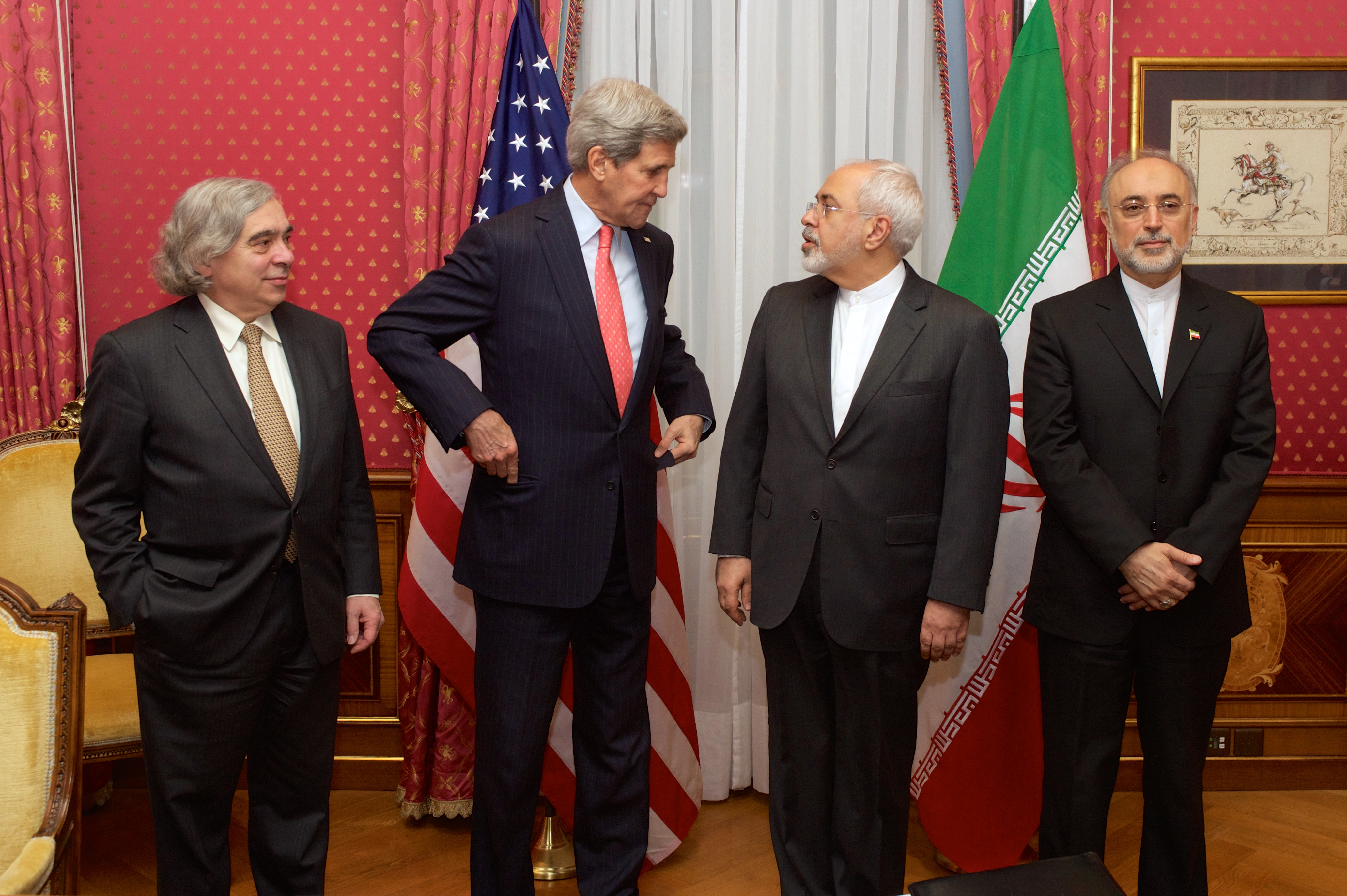
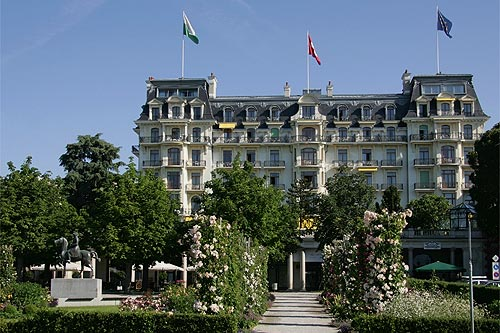